# Freestyle-Skiing-Juniorenweltmeisterschaften 2025
Die 18. FIS Freestyle-Skiing-Juniorenweltmeisterschaften fanden vom 7. bis zum 11. Januar 2025 in den Disziplinen Moguls und Aerials in Almaty, sowie vom 4. bis zum 6. April 2025 in Isola 2000 im Skicross statt.
Erstmals fanden keine Wettkämpfe in den Park&Pipe Disziplinen (Slopestyle, Big Air und Halfpipe) statt.

## Medaillenspiegel
| Platz  | Land                | Gold | Silber | Bronze | Gesamt |
| ------ | ------------------- | ---- | ------ | ------ | ------ |
| 1      | Volksrepublik China | 2    | 3      | 2      | 7      |
| 2      | Deutschland         | 2    | 3      | 1      | 6      |
| 3      | Kasachstan          | 2    | 2      | –      | 4      |
| 4      | Japan               | 2    | –      | 1      | 3      |
| 5      | Vereinigte Staaten  | 1    | 1      | 3      | 5      |
| 6      | Schweden            | 1    | –      | 1      | 2      |
| 7      | Tschechien          | 1    | –      | –      | 1      |
| 8      | Frankreich          | –    | 2      | 1      | 3      |
| 9      | Kanada              | –    | –      | 1      | 1      |
| 9      | Südkorea            | –    | –      | 1      | 1      |
| Gesamt | Gesamt              | 10   | 10     | 10     | 30     |

### Skicross
| Platz | Land               | Sportlerin              |
| ----- | ------------------ | ----------------------- |
| 1     | Deutschland        | Veronika Redder         |
| 2     | Deutschland        | Leonie Bachl-Staudinger |
| 3     | Vereinigte Staaten | Morgan Shute            |
| 4     | Schweiz            | Valentine Lagger        |
| 5     | Schweiz            | Chiara von Moos         |
| 6     | Schweden           | Uma Kruse Een           |
| 7     | Schweiz            | Leena Thommen           |
| 8     | Schweden           | Alexandra Nilsson       |

Datum: 5. April 2025 in Isola 2000

## Ergebnisse Frauen

### Aerials
| Platz | Land                | Sportlerin    | Punkte |
| ----- | ------------------- | ------------- | ------ |
| 1     | Volksrepublik China | Shen Haohao   | 83,16  |
| 2     | Volksrepublik China | Wang Qixian   | 80,95  |
| 3     | Volksrepublik China | Wang Xue      | 77,80  |
| 4     | Volksrepublik China | Feng Junxi    | 58,90  |
| 5     | Ukraine             | Oksana Jaziuk | 45,58  |
| 6     | Kanada              | Victoria Cote | 36,80  |

Datum: 10. Januar 2025 in Almaty

### Moguls
| Platz | Land               | Sportlerin     | Punkte |
| ----- | ------------------ | -------------- | ------ |
| 1     | Japan              | Osuke Nakahara | 77,23  |
| 2     | Frankreich         | Leo Crozet     | 74,58  |
| 3     | Südkorea           | Lee Yoon-seung | 72,79  |
| 4     | Vereinigte Staaten | Porter Huff    | 71,24  |
| 5     | Japan              | Takuma Okada   | 69,49  |
| 6     | Vereinigte Staaten | Jiah Cohen     | 68,00  |

Datum: 7. Januar 2025 in Almaty

### Dual Moguls
| Platz | Land               | Sportlerin          | Punkte |
| ----- | ------------------ | ------------------- | ------ |
| 1     | Kasachstan         | Anastassija Gorodko | 21,00  |
| 2     | Vereinigte Staaten | Reese Chapdelaine   | 14,00  |
| 3     | Vereinigte Staaten | Abby McLarnon       | 30,00  |
| 4     | Vereinigte Staaten | Anabel Ayad         | –      |
| 5     | Schweden           | Nicolina Stenkula   | 15,00  |
| 6     | Kasachstan         | Julija Feklistowa   | 6,00   |
| 7     | Südkorea           | Yun Shin-ee         | –      |
| 7     | Vereinigte Staaten | Katie Dreitlein     | –      |

Datum: 8. Januar 2025 in Almaty

## Ergebnisse Männer

### Aerials
| Platz | Land                | Sportler               | Punkte |
| ----- | ------------------- | ---------------------- | ------ |
| 1     | Kasachstan          | Dinmukhammed Raimkulow | 104,52 |
| 2     | Volksrepublik China | Yang Yuheng            | 101,79 |
| 3     | Volksrepublik China | Yang Zhicheng          | 94,82  |
| 4     | Ukraine             | Sachar Maksymtschuk    | 92,04  |
| 5     | Volksrepublik China | Geng Hu                | 90,09  |
| 6     | Kanada              | Elliot Beauregard      | 74,49  |

Datum: 10. Januar 2025 in Almaty

### Moguls
| Platz | Land               | Sportlerin          | Punkte |
| ----- | ------------------ | ------------------- | ------ |
| 1     | Japan              | Yuma Taguchi        | 72,43  |
| 2     | Kasachstan         | Anastassija Gorodko | 70,79  |
| 3     | Japan              | Kurea Mise          | 66,63  |
| 4     | Vereinigte Staaten | Abby McLarnon       | 65,93  |
| 5     | Japan              | Hisako Kajiwara     | 65,48  |
| 6     | Vereinigte Staaten | Anabel Ayad         | 63,6   |

Datum: 7. Januar 2025 in Almaty

### Dual Moguls
| Platz | Land               | Sportler        | Punkte |
| ----- | ------------------ | --------------- | ------ |
| 1     | Tschechien         | Matyáš Kroupa   | 19,00  |
| 2     | Frankreich         | Leo Crozet      | 16,00  |
| 3     | Frankreich         | Noé Lameille    | 19,00  |
| 4     | Japan              | Takuto Nakamura | 16,00  |
| 5     | Südkorea           | Lee Yoon-seung  | 17,00  |
| 6     | Japan              | Takuma Okada    | 16,00  |
| 7     | Frankreich         | Paul Andrea Gay | 4,00   |
| 8     | Vereinigte Staaten | Nate Gendron    | –      |

Datum: 8. Januar 2025 in Almaty

### Skicross
| Platz | Land        | Sportler              |
| ----- | ----------- | --------------------- |
| 1     | Schweden    | Sebastian Engelbrekts |
| 2     | Deutschland | Nico Offenwanger      |
| 3     | Deutschland | Sebastian Machl       |
| 4     | Italien     | Paolo Piccolo         |
| 5     | Deutschland | Till Hugenroth        |
| 6     | Frankreich  | Edgar Baillet         |
| 7     | Schweden    | Måns Abersten         |
| 8     | Kanada      | Euan Currie           |

Datum: 5. April 2025 in Isola 2000

## Mixed

### Aerials Mannschaft
| Platz | Land                  | Sportler                                               | Punkte |
| ----- | --------------------- | ------------------------------------------------------ | ------ |
| 1     | Volksrepublik China 2 | Wang Qixian Gu Jiubo Geng Hu                           | 276,21 |
| 2     | Volksrepublik China 1 | Feng Junxi Yang Zhicheng Yang Yuheng                   | 256,34 |
| 3     | Kanada                | Victoria Cote Elliot Primeau Elliot Beauregard         | 230,72 |
| 4     | Ukraine               | Diana Jablonska Roman Bondartschuk Sachar Maksymtschuk | 215,81 |
| 5     | Schweiz               | Lina Kozomara Neville Erb Andrin Laber                 | 213,77 |
| 6     | Kasachstan 2          | Adelina Umurzakowa Roman Pogossjan Ulanbakir Umurzakow | 198,95 |

Datum: 11. Januar 2025 in Almaty

### Dual Moguls Mannschaft
| Platz | Land                 | Sportler                              |
| ----- | -------------------- | ------------------------------------- |
| 1     | Vereinigte Staaten 2 | Reese Chapdelaine Jiah Cohen          |
| 2     | Kasachstan 2         | Julija Feklistowa Denis Rastruba      |
| 3     | Vereinigte Staaten 3 | Anabel Ayad Chase Littlefield         |
| 4     | Schweden 1           | Nicolina Stenkula Noel Gravenfors     |
| 5     | Vereinigte Staaten 1 | Abby McLarnon Porter Huff             |
| 6     | Vereinigte Staaten 4 | Katie Dreitlein Jack Petrone          |
| 7     | Kasachstan 1         | Anastassija Gorodko Semjon Rusakow    |
| 8     | Kasachstan 4         | Anastassija Larionowa Ilnar Ibragimow |

Datum: 9. Januar 2025 in Almaty

### Skicross Mannschaft
| Platz | Land          | Sportler                               |
| ----- | ------------- | -------------------------------------- |
| 1     | Deutschland 1 | Nico Offenwanger Veronika Redder       |
| 2     | Deutschland 2 | Till Hugenroth Leonie Bachl-Staudinger |
| 3     | Schweden 1    | Sebastian Engelbrekts Uma Kruse Een    |
| 4     | Schweiz 1     | Noa Galliano Chiara von Moos           |

Datum: 6. April 2025 in Isola 2000